# A Raisin in the Sun (opera teatrale)
A Raisin in the Sun è un'opera teatrale della drammaturga statunitense Lorraine Hansberry, debuttata a Broadway nel 1959. Il titolo è tratto dalla poesia di Langston Hughes "Harlem", nota anche come "A Dream Deferred". Il dramma racconta dei sogni e delle aspirazioni di una famiglia afroamericana nel quartiere di Chicago di Washington Park, che punta a migliorarsi e trasferirsi in un quartiere migliore. Vinse il New York Drama Critics' Circle come migliore opera teatrale della stagione.

## Trama
Lena, la figlia Beneatha, il figlio Walter, la nuora Ruth ed il nipote Travis vivono tutti insieme in uno squallido e povero appartamento in due stanze a Washington Park. Walter si mantiene a malapena come autista di limousine. Ruth riesce ad accontentarsi, ma Walter vuole di più: vuole investire in un negozio di liquori con gli amici Willy e Bobo. Il signor Younger, padre di Walter e Beneatha, è morto da poco e la moglie aspetta di riscuotere l'assicurazione sulla vita del marito, un premio assicurativo di diecimila dollari. Walter vuole usare i soldi per il negozio di liquori, ma Lena ha obiezioni religiose all'alcol e Beneatha ricorda al fratello che spetta alla madre a decidere come spendere i soldi dell'assicurazione. Lena decide di investire i soldi in un nuovo appartamento in un quartiere di bianchi, ma alla fine cede alle pressioni del figlio e lascia a Walter il resto dei soldi, con la promessa che almeno tremila soldi andranno all'istruzione di Beneatha. Ma Walter dà tutti i soldi a Bobo, che li passa a Willy che li ruba, privando quindi i fratelli Younger del loro futuro.
Karl Lindner, un rappresentante bianco del quartiere in cui gli Younger vorrebbero trasferirsi, viene in visita in casa dei protagonisti per offrirsi di ricomprare la casa per cui hanno versato l'anticipo. Karl lo fa perché a detta sua la presenza di neri nel quartiere disturberebbe la pace della zona; Walter vorrebbe accettare l'offerta per risolvere i suoi problemi economici, ma Lena rifiuta: anche se hanno bisogno di denaro non accetterà soldi da persone che non li vogliono. Beneatha intanto è influenzata da due uomini nella sua vita: il ricco e colto George Murchison e lo studente di medicina Joseph Asagai. Il primo rifiuta la sua eredità etnica per integrarsi con i bianchi, un atteggiamento che non piace a Ruth, soprattutto quando l'uomo critica la mancanza di educazione di Walter. Joseph invece abbraccia la causa e la cultura afroamericana ed invita Ruth a fare lo stesso, smettendo, ad esempio, di piastarsi i capelli e accettare finalmente che anche i riccioli afro sono belli. Quando la ragazza si lamenta per la perdita dei soldi, Joseph rimprovera il suo materialismo e Beneatha accetta le critiche, la proposta di matrimonio del ragazzo e la sua offerta di trasferirsi in Nigeria con lui per praticare medicina.
Per Walter tutto questo è inaccettabile, lui rifiuta la cultura proposta da Joseph in cerca della ricchezza e della cultura dei bianchi rappresentata da George. Alla fine Walter si accorge della verità, rigetta il punto di vista di George e abbraccia il suo essere un uomo di colore: rifiuta i soldi e decide di trasferirsi con la famiglia nel quartiere dei bianchi. Spinti da Lena, Walter e Beneatha si riappacificano e la figlia prepara i bagagli e lascia la casa. Prima di partire definitivamente, Lena torna in cucina per recuperare la piantina, il simbolo della loro vita che anche con poco è riuscita a germogliare.

## Produzioni
Mettere in scena un dramma con un solo attore bianco era considerato un grosso rischio ed il produttore Philip Rose ci mise oltre un anno a raccogliere fondi sufficienti per finanziare la produzione del debutto. Il regista Lloyd Richards e la Hansberry ebbero dei disaccordi su quale fosse il fulcro del dramma, se la madre o i figlio maggiore, e alla fine la pièce si concentrò prevalentemente sul personaggio di Walter Lee Young, anche grazie alla carismatica interpretazione di Sidney Poitier nel ruolo del giovane uomo. Dopo un periodo di rodaggio in diverse città, A Raisin in the Sun debuttò all'Ethel Barrymore Theatre di Broadway il 1º marzo 1959; il 19 ottobre la produzione fu trasferita al Belasco Theatre dove rimase in scena fino al 25 giugno 1960. In totale, la pièce rimase in cartellone a Broadway per 530 repliche. Oltre a Poitier, il resto del cast includeva: Ruby Dee (Ruth Younger), Ivan Dixon (Joseph Asagai), Lonne Elder III (Bobo), John Fiedler (Karl Lindner), Louis Gossett (George Murchison), Claudia McNeil (Lena Younger), Diana Sands (Beneatha Younger) e Glynn Turman (Travis Younger). Nel corso delle repliche Ossie Davis rimpiazzò Poitier nel ruolo del protagonista. La produzione ricevette quattro candidature ai Tony Award: al Tony Award alla migliore opera teatrale, al Tony Award al miglior attore protagonista in un'opera teatrale a Sidney Poitier, al Tony Award alla miglior attrice protagonista in un'opera teatrale a Claudia McNeil e alla migliore regia di un'opera teatrale. A Raisin in the Sun fu la prima opera teatrale in scena a Broadway scritta da una donna di colore e diretta da un regista afroamericano.
Cinque mesi dopo il debutto a Broadway, il dramma debuttò al Teatro Adelphi di Londra, sempre diretto da Richards. Il cast ufficiale della prima, fissata per il 4 agosto 1959, comprendeva Earle Hyman nel ruolo di Walter e Juanita Moore in quella di Lena. Nel 1999 la pièce tornò in scena a Londra, al Royal National Theatre per la regia di Yvonne Brewster; e con Sam Douglas (Carl), Marsha Hunt (Lana) e Giles Terera (Trevis). Kenny Leon ha diretto il primo revival di Broadway del dramma, debuttato al Royale Theatre di New York il 26 aprile 2004 e rimase in cartellone fino all'11 luglio. Il cast comprendeva: Sean Combs (Walter), Audra McDonald (Ruth), Phylicia Rashād (Lena), Sanaa Lathan (Beneatha), Bill Nunn (Bobo) e David Aaron Baker (Karl Linder). La produzione fu candidata al Tony Award al miglior revival e vinse il Tony Award alla miglior attrice protagonista in un'opera teatrale per Phylicia Rashad ed il Tony Award alla miglior attrice non protagonista in un'opera teatrale per Audra McDonald. Nel 2005 una nuova produzione è andata in scena al Lyric Theatre; David Lan curava la regia e dirigeva un cast che annoverava Lennie James e Noma Dumezweni, che vinse il Laurence Olivier Award alla miglior performance in un ruolo non protagonista. Kenny Leon ha diretto un secondo revival del dramma a Broadway, in scena all'Ethel Barrymore Theatre dal 3 aprile al 15 giugno 2014; il cast comprendeva: Denzel Washington (Walter), Sophie Okonedo (Ruth), LaTanya Richardson (Lana), Anika Noni Rose (Beneatha) e Sean Patrick Thomas (Joseph). L'allestimento vinse il Tony Award al miglior revival, Sophie Okonedo il Tony Award alla miglior attrice non protagonista in un'opera teatrale e Leon il Tony Award alla regia.

## Trasposizioni in altri media
Adattamento cinematografico
- Un grappolo di sole, diretto da Daniel Petrie nel 1961. Sidney Poitier, Ruby Dee, Claudia McNeil, Diana Sands, Ivan Dixon, Louis Gossett Jr. e John Fiedler tornarono ad interpretare i ruoli già ricoperti a Broadway.

Adattamento musicale
- Raisin, musical nel 1974 che rimase in scena per 874 repliche e vinse il Tony Award al miglior musical ed il Tony Award alla miglior attrice protagonista in un musical per Virginia Capers nel ruolo di Lena.

## Influenza culturale
- Il terzo episodio della prima stagione di Strangers with Candy (1999) ruota intorno a una messa in scena scolastica del dramma.
- Nel 2010 Bruce Norris ha scritto un sequel, Clybourne Park, andato in scena a Londra, Off Broadway e Broadway; il dramma vinse il Premio Pulitzer per la drammaturgia, il Tony Award alla migliore opera teatrale e il Laurence Olivier Award alla migliore opera teatrale.